# Arsenat

Structura chimică a ionului arsenat

Ionul arsenat este un  anion cu formula chimică AsO3−
4, iar arsenații sunt compușii chimici care conțin acest ion, adică săruri sau esteri ai acidului arsenic. Atomul central de arsen din ionul arsenat are o valență egală cu 5, fiind astfel un arsen pentavalent, As(V). Ionul arsenat are proprietăți asemănătoare cu ionul fosfat, deoarece arsenul și fosforul se află în aceeași grupă a tabelului periodic.